# Christian Herter (Designer)
Christian Augustus Ludwig Herter (* 8. Januar 1839 in Stuttgart; † 2. November 1883) war ein deutschstämmiger Designer und Mitinhaber der Firma Herter Brothers.
Christian Herter war ein Sohn des gleichnamigen Stuttgarter Ebenisten und dessen Ehefrau Johanna Christiana Maria Barbara, geb. Hagenlocher, die ihren unehelichen Sohn Gustav in die Ehe mitgebracht hatte.
Christian Herter wurde in Stuttgart und Paris ausgebildet. 1859 folgte er seinem älteren Halbbruder Gustave (Gustav), der schon früher ausgewandert war, in die USA und beteiligte sich an dessen Möbelgeschäft, das 1864 zu der Firma Herter Brothers umgestaltet wurde, die sich auf die Ausstattung der Eigenheime der Reichgewordenen spezialisierte.
1867 wurde er amerikanischer Staatsbürger. Er unternahm Reisen nach Frankreich und Großbritannien, die seinen Stil beeinflussten, und übernahm 1870 die Leitung der Firma, nachdem sein Bruder nach Stuttgart zurückgegangen war. Zeigten seine Möbel und Ausstattungsstücke zunächst noch Spuren der Eindrücke, die er von Charles Garnier empfangen hatte, so wandelte sich der Stil der Produkte später – wohl auch, weil durch den Deutsch-Französischen Krieg die Kontakte nach Frankreich eingeschränkt wurden – im Sinne der englischen Designreformer, die klarere Linien und geometrische Formen vertraten. Wichtig war hier insbesondere Edward William Godwin, über den Christian Herter auch Bekanntschaft mit der japanischen Kunst machte. Ein wichtiges Zeugnis seines Schaffens war die Residenz von William Henry Vanderbilt an der Fifth Avenue in New York, die 1927 zerstört wurde.
Sein Sohn Albert Herter war als Kunstmaler tätig.